# Kong Oscars Gade
Kong Oscars Gade er en gade beliggende på Østerbro i København. Den går mellem Hornemansgade og Landskronagade.

## Baggrund og navngivning
Gaden er opkaldt efter Kong Oscar II af Sverige og Norge, der regerede fra 1872 til 1907. Navngivningen fandt sted omkring 1877 som en del af en plan om at opkalde flere gader i området efter skånske købstæder og svenske konger.

## Bebyggelse og arkitektur
Bebyggelsen i Kong Oscars Gade består primært af etageejendomme opført i begyndelsen af 1900-tallet. For eksempel blev ejendommene på Kong Oscars Gade 1-3 samt Landskronagade 6 opført i 1906.